# Cockburn Harbour
Pour les articles homonymes, voir Cockburn.
Ne pas confondre avec Cockburn Town, la capitale des Îles Turks-et-Caïcos.
Cockburn Harbour est un village du territoire britannique d'outre-mer des Îles Turks-et-Caïcos, et la localité principale de l'île de South Caicos.
Ses principaux revenus sont la pêche et le tourisme.